# French Open 1971-1979
Het Frans Open is het oudste internationale open golftoernooi van continentaal Europa. De eerste editie was in 1906. Het toernooi vindt jaarlijks plaats behalve dat het elf keer werd overgeslagen wegend de twee wereldoorlogen.
Toen de Europese Tour in 1971 werd opgericht, werd de naam van het Open de France vertaald in French Open. In 1980 werd de naam weer in het Frans gebruikt en nog steeds heet het toernooi officieel het Open de France.
1971 en 1972
In 1971 en 1972 werd het French Open op twee banen gespeeld, de Golf de la Nivelle en de Golf de Biarritz.  

In 1971 werd het met een score van -10 gewonnen door de 35-jarige Liang-huan Lu uit Taiwan. Het was zijn eerste overwinning in Europa, maar hij had al een paar grote toernooien in Azië gewonnen. Runners-up waren Roberto De Vicenzo en Vicente Fernández. 

De 23-jarige Amerikaan Barry Jaeckel won in 1972 de play-off van Clive Clark uit Hampshire, Engeland, een Walker Cup speler in 1965 die in 1973 in de Ryder Cup speelde. Het was de enige keer dat het toernooi in deze periode in een play-off eindigde.
1973 en 1974
In 1973 en 1974 won Peter Oosterhuis. 

In 1973 werd op de Golf de la Boulie in Versailles gespeeld. Voor de Engelsman was dit zijn eerste buitenlandse overwinning. Zijn landgenoot Tony Jacklin werd tweede. 

In 1974 werd het toernooi gespeeld op de Golf de Chantilly aan de andere kant van Parijs. Hij won met een score van +4, Peter Townsend had +6, Vicente Fernandez en Donald Swaelens deelden de 3de plaats met +8. Sinds de Tweede Wereldoorlog waren de scoren nooit zo hoog geweest. De Golf de la Boulie werd in 1974 onderdeel van de Racing Club de France
1975
In 1975 werd het French Open op de Racing Club de France gespeeld, op dezelfde baan dus als in 1973. Winnaar was de Schot Brian Barnes, die een jaar eerder het Dutch Open op de Hilversumsche Golf Club had gewonnen.
1976 en 1977
In 1976 en 1977 werd het French Open op de Golf du Touquet gespeeld.

De Zuid-Afrikaanse Vincent Tshabalala won in 1976. Door de Apartheid kon hij niet in Zuid-Afrika spelen, maar Gary Player stelde hem in de gelegenheid internationale toernooien te spelen. Na het winnen van het French Open werd hij gevraagd om in de World Cup te spelen. Hij weigerde, omdat hij ook niet in eigen land mocht spelen. Later dat jaar mocht hij ook niet aan het South African Open meedoen.

In 1977 won Severiano Ballesteros, nadat hij in 1976 het [[Dutch Open {golf}|Dutch Open]] had gewonnen. Het was zijn tweede overwinning in negen maanden. In 1982, 1985 en 1986 won hij het toernooi opnieuw, steeds op een andere baan.
1978
Het achtste French Open werd gespeeld op de Golf La Baule, die nu deel uitmaakt van de Barrière groep. Het Open werd gewonnen door de Zuid-Afrikaan Dale Hayes, die dat jaar ook al het Italiaans Open op de Pevero Golf Club gewonnen had.
1979
De laatste keer dat het toernooi als French Open werd gespeeld was op de Golf Club de Lyon. De bekende Schot Bernard Gallacher behaalde hier zijn vierde overwinning op de Europese Tour. Hij deed dat jaar voor de derde keer mee aan de Ryder Cup.

1906 ·
1907 ·
1908 ·
1909 ·
1910 ·
1911 ·
1912 ·
1913 ·
1914 ·
1920 ·
1921 ·
1922 · 
1923 ·
1924 ·
1925 ·
1926 ·
1927 ·
1928 ·
1929 ·
1930 ·
1931 ·
1932 ·
1933 ·
1934 ·
1935 ·
1936 ·
1937 ·
1938 ·
1939 ·
1946 ·
1922 ·
1922 ·
1922 ·
1922 ·
1922 ·
1922 ·
1922 ·
1922 ·
1922 ·
1922 ·
1922 ·
1922 ·
1922 ·
1922 ·
1922 ·
1922 ·
1922 ·
1922 ·
1922 ·
1922 ·
1922 ·
1922 ·
1922 ·
1922 ·
1971 ·
1972 ·
1973 ·
1974 ·
1975 ·
1976 ·
1977 ·
1978 ·
1979 ·
1980 · 1981 · 1982 · 1983 ·
1984 · 1985 · 1986 · 1987 · 1988 · 1989 · 1990 · 1991 · 1992 · 1993 · 1995 · 1996 · 1997 · 1998 ·
1999 ·
2000 ·
2001 ·
2002 ·
2003 ·
2004 ·
2005 ·
2006 ·
2007 ·
2008 ·
2009 ·
2010 · 2011 · 2012 · 2013 · 2014